# Castelberg (Familie)

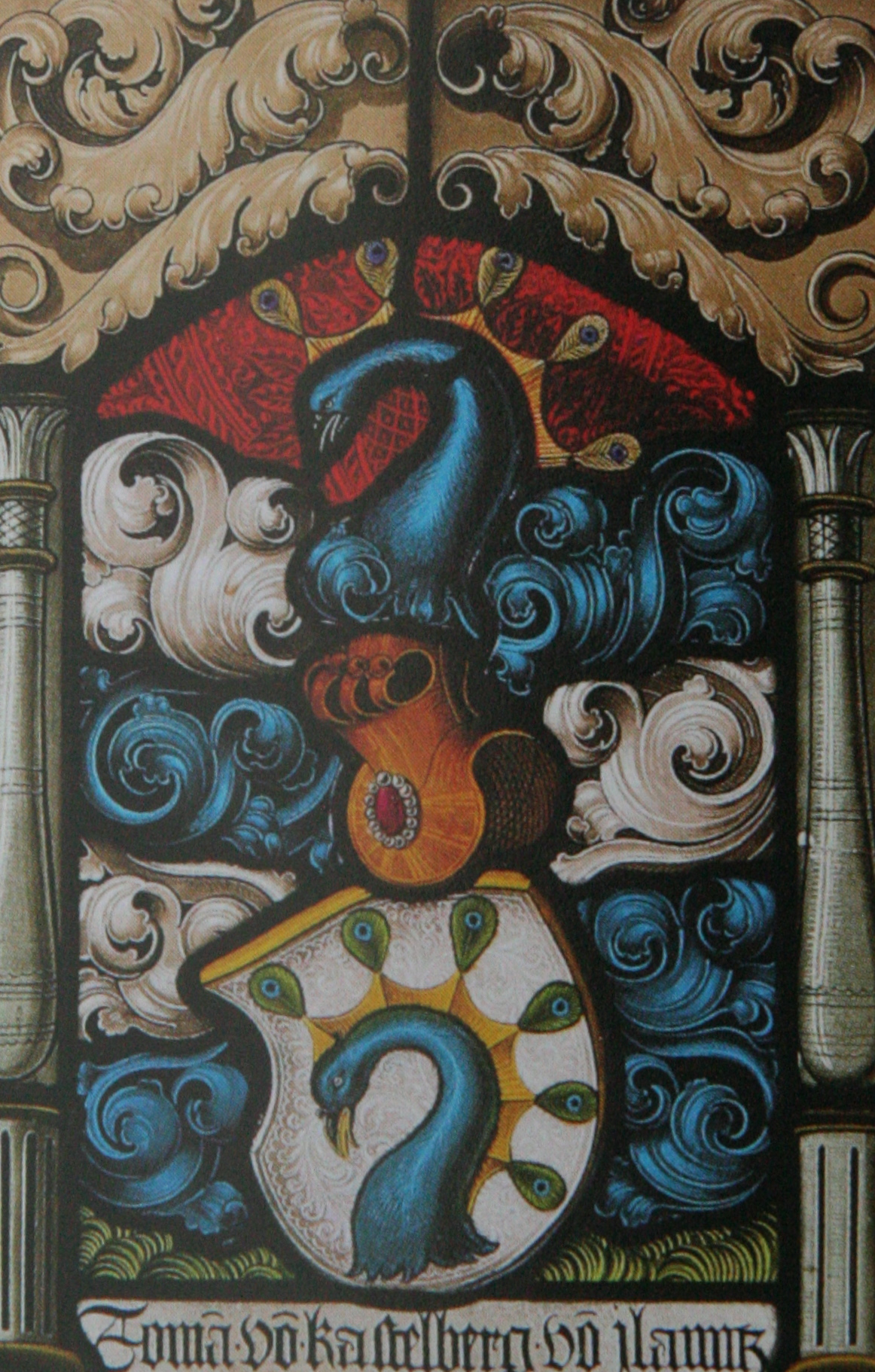
Wappen der Familie Castelberg

Die Bündner Adelsfamilie von Castelberg (Chastelberg, Kastelberg) stammt ursprünglich aus Luven in der Surselva im schweizerischen Kanton Graubünden.

## Herkunft
Die Familie ist erstmals urkundlich erwähnt um 1289. Die Familie ist in Luven, Castrisch, Disentis, Schluein, Sumvitg und Peiden nachweisbar. Die Herren von Castelberg sollen mit den Herren von Übercastel (Surcasti) und Löwenstein stammesgleich oder verwandt sein. Die Familie zählte zu den herrschenden Familien in Graubünden.

## Wappen
Das Wappen besteht aus einem in Rot wachsenden blauen Pfauenkopf mit grünem Rückenkamm. Der Ilanzer Zweig und damit auch die Castrischer führen indes das Wappen auf weissem Grund, wie in der Abbildung der Wappenscheibe des Thomas von Castelberg von Ilanz (1518) nebenan gezeigt. 

## Burgen
Der ursprünglichste Besitz der Castelberg ist die gleichnamige Burg bei Luven.
Um 1400 waren die Burgen Surcasti, Löwenstein und Baldenstein im Besitz der Familie. 1570 erbaute Sebastian von Castelberg in Disentis/Mustér das Schloss Caschliun.

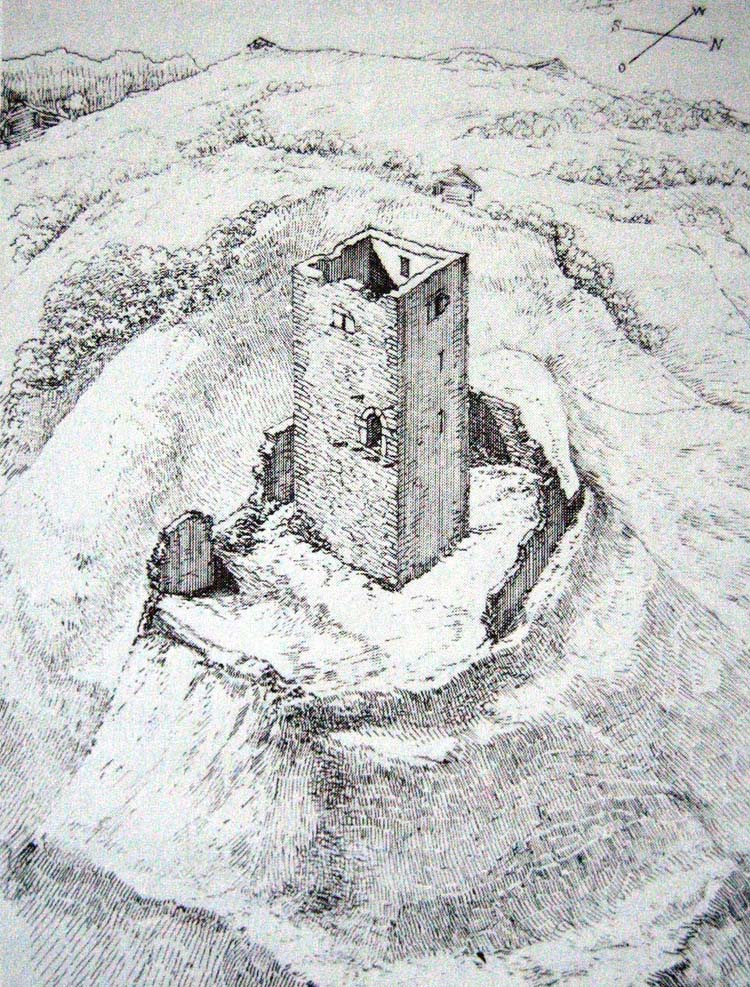
Burg Castelberg
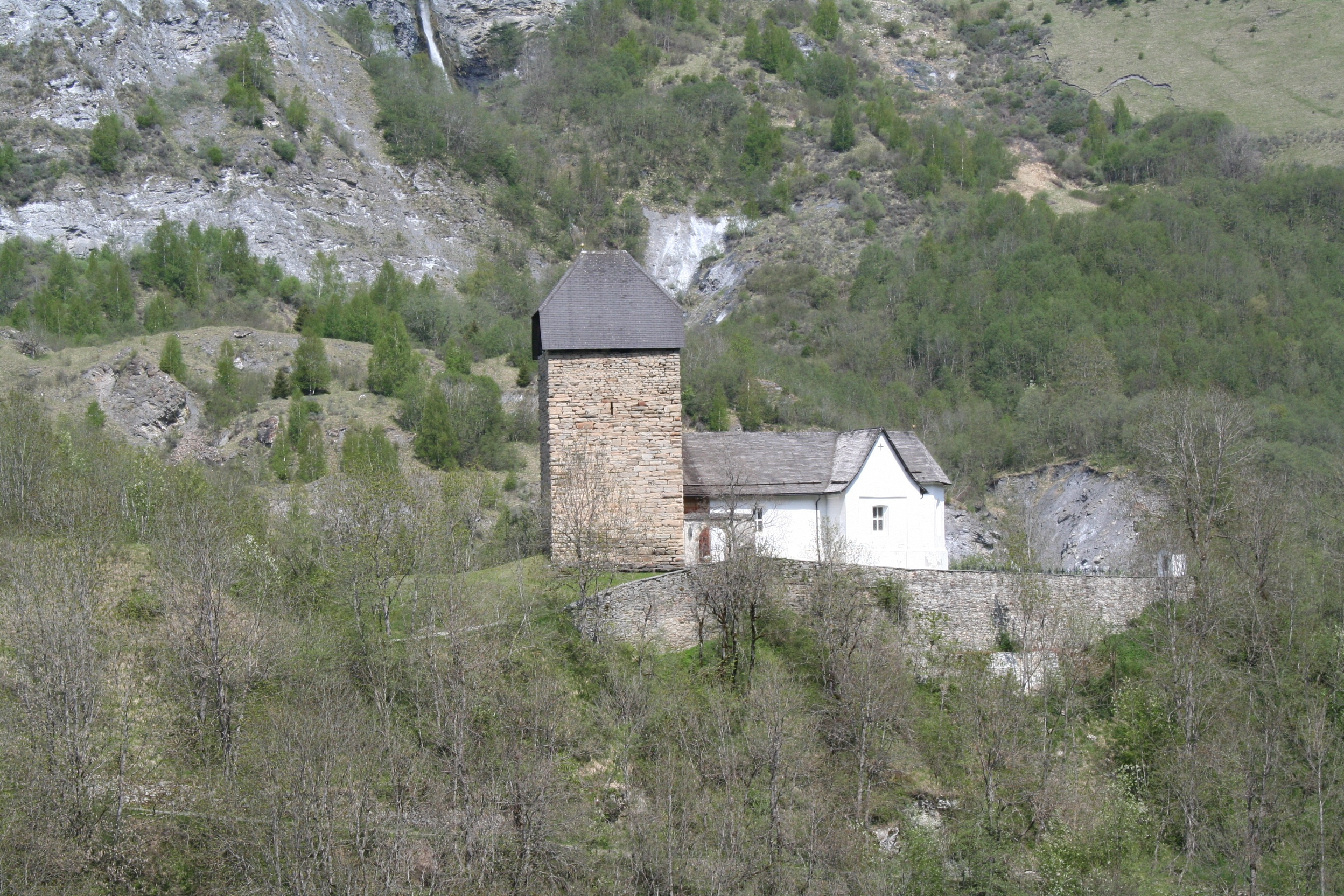
Burg Surcasti
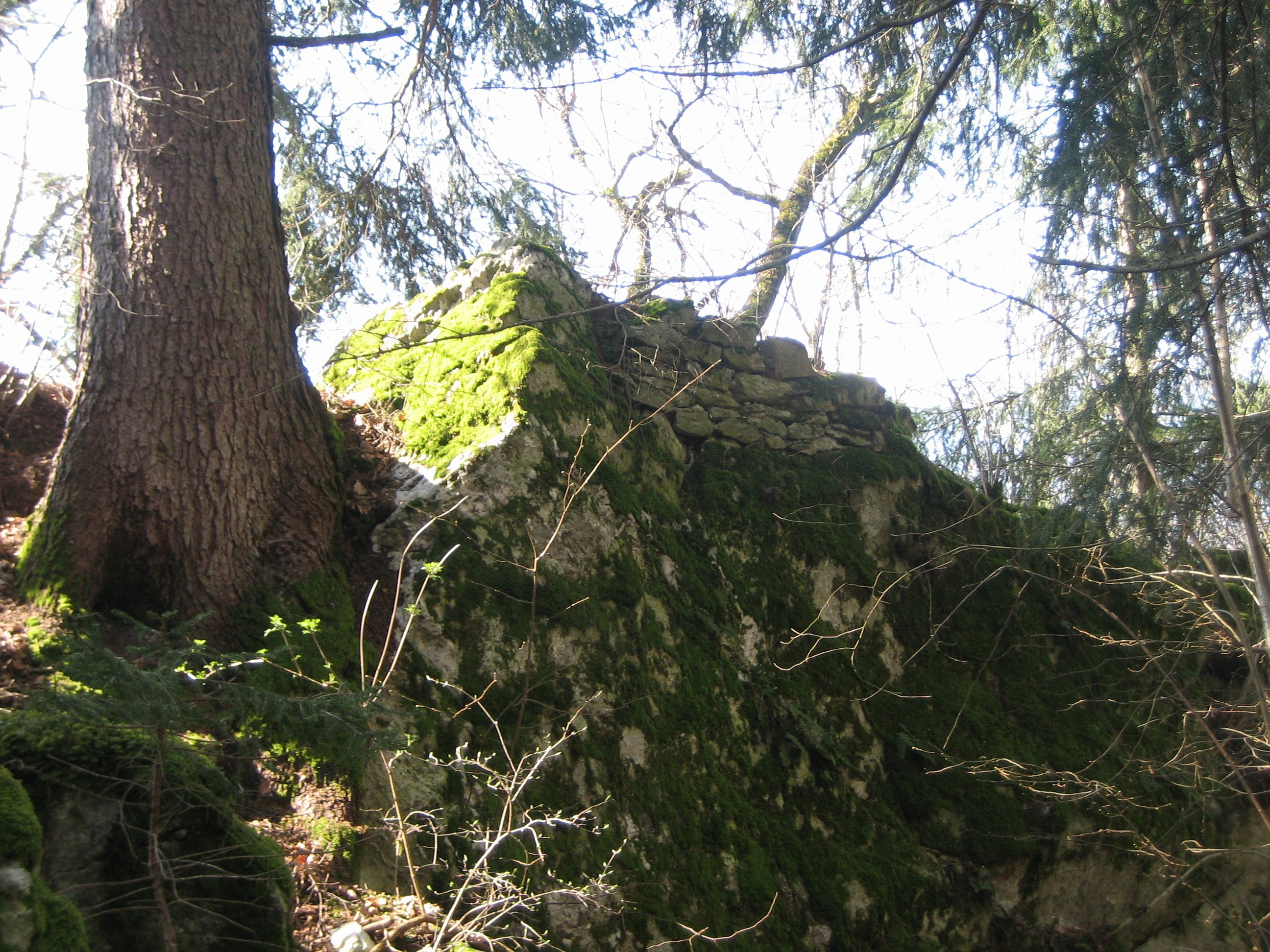
Burg Löwenstein (Ilanz)
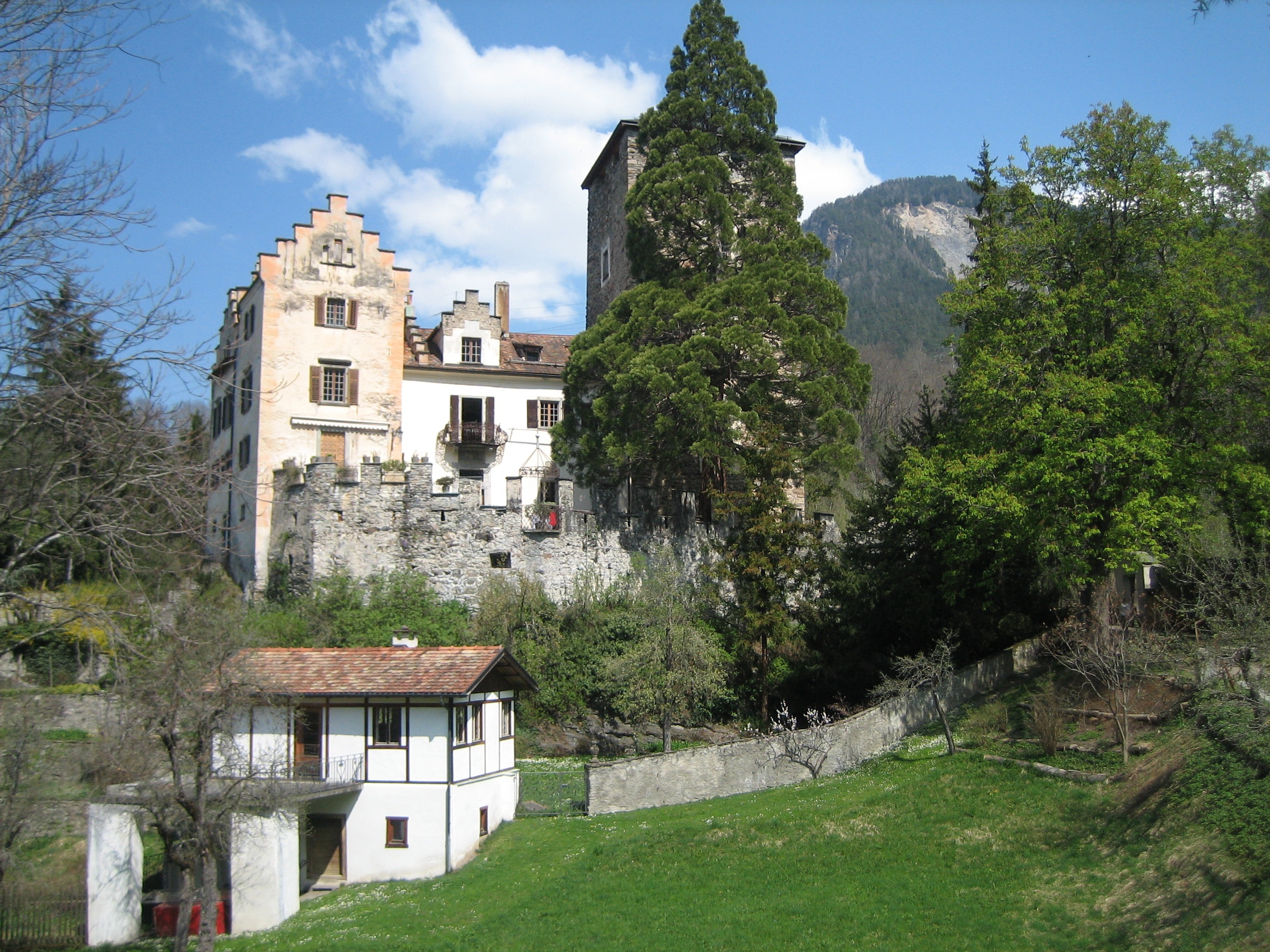
Schloss Baldenstein
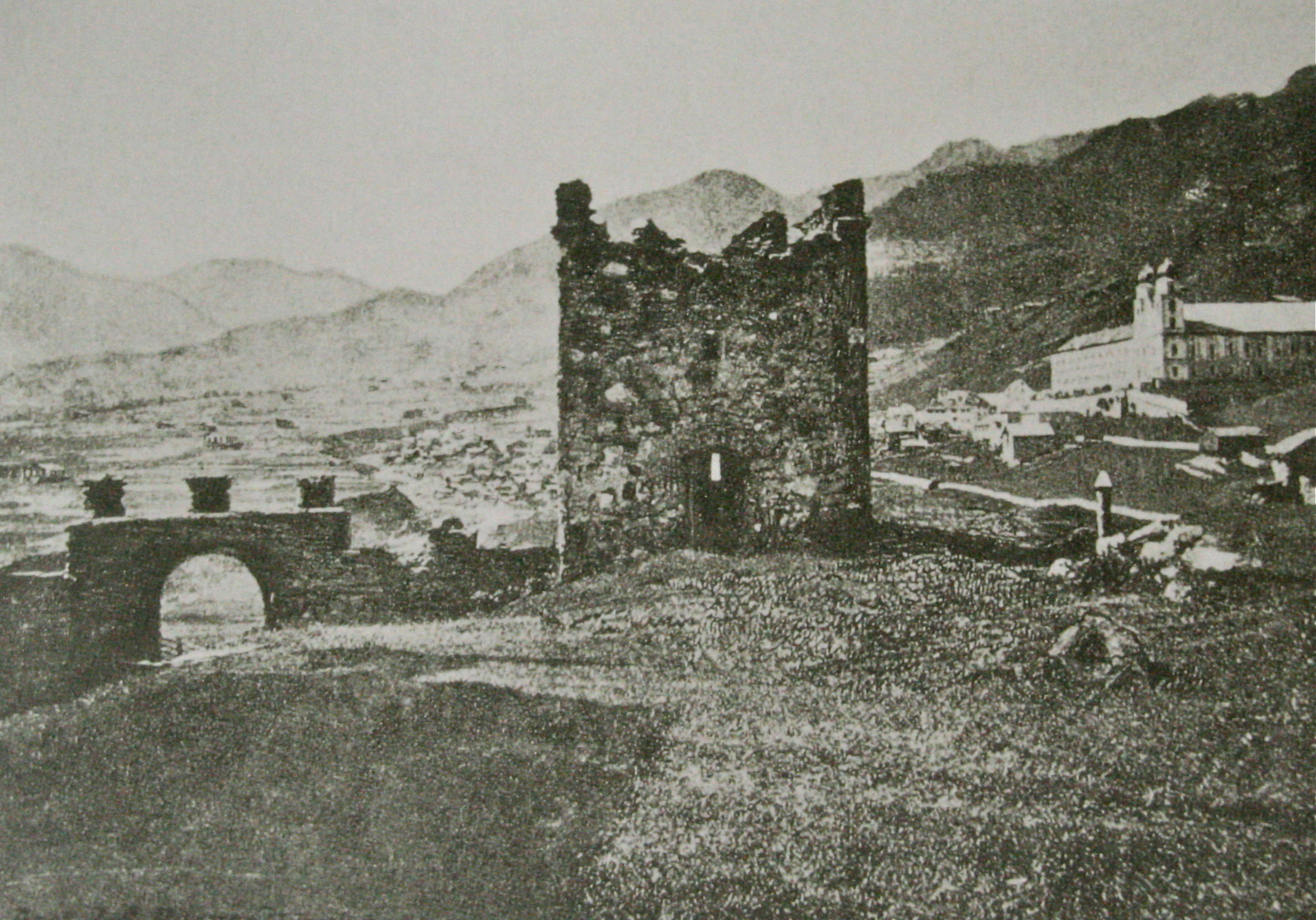
Schloss Caschliun

## Vertreter
- Wilhelm, 1289 in einer Urkunde als bischöflicher Vasall erwähnt (Friedensschluss Heinrich von Rhäzüns und Hartwig von Löwenstein)
- Herbrand, 1290 in einer Urkunde von Gerhard, Dynast von Blankenheim, für Volkold von Bure als Zeuge erwähnt.[1]
- Johann, Ritter, 1326 in einer Urkunde von Diedrichs, Herrn in Runckel, erwähnt.[1]
- Gerhard und Wilhelm, 1333 in einer Urkunde erwähnt.[1]
- Hartwig von Übercastel, 1395 erwähnt
- Otto (Otten) und Cumrad (Cumrat), 1395 erwähnt
- Rudolf, 1461–1462 sowie 1468 bischöflicher Vogt im Lugnez
- Johann Christian, Ritter.

### Ilanzer Linie
- Johann Gaudenz, Gründer Ilanzer Linie anfangs 16. Jahrhundert, Sohn von Johann Christian. Reformiert. Wurde von Kaiser Maximillian zum Ritter geschlagen.
- Julit, Hauptmann.
- Thomas, Hauptmann.
- Christoph, Sohn von Thomas, Landrichter und Bannerherr. Vater von Thomas und Christoph, welche beide aber verstarben und diese Linie damit ausstarb.
- Balthasar, 1748–1835, ref. Pfarrer. Später konvertierte er zum katholischen Glauben aus Frust über seinen verurteilten Sohn.
- Valentin, Sohn von Balthasar, ebenfalls ref. Pfarrer und später zum katholischen Glauben konvertierte.

### Disentiser Linie
- Johann Christian, Disentis, Sohn des Johann Christian, Gründer Disentiser Linie. Katholisch geblieben.
- Christian, gest. 1584, Abt von Disentis 1566–1584.[2][3] Bruder von Hans und Sebastian. 1584 auf dem Reichstag von Kaiser Maximillian II. zum Reichsfürst erkoren.
- Sebastian I, 1540–1587, Offizier in französischen Diensten, Landrichter, Hauptmann zu Maienfeld. Wurde vom König von Frankreich zum Ritter geschlagen.
- Sebastian II, gest. 1634, Abt Kloster Disentis 1614–1634.[2][3] Enkel von Sebastian I.[4]
- Conradin. Enkel von Sebastian I, Vater von Johann und Conradini. Verh. mit Maria Frei.
- Johann, Canonicus in Chur und Protonotarius des apostolischen Stuhls.
- Christian, Landrichter 1612.
- Conradini, 1608–1659, Landrichter, Vater von Johannes. Verh. mit Anna Maria de Coray, Tochter des Ritter Johannes von Laax. Hauptmann in französischen Diensten. Podesta von Tirano.
- Johannes, 1660 Hauptmann in Frankreich.
- Placidus Abt Kloster Disentis 1714.[3]
- Theodoricus
- Florin, gest. 1733, Mistral, Sohn des Theodoricus, Bruder von Marianus.
- Marian, 1669–1742, Abt Kloster Disentis von 1728 bis 1742.[2][3]
- Johann Jakob, 1656–1739, 1687 Pfarrer in Truns. 1693 Dekan.1716 Domsextar. 1722 Kustos.
- Joachim Ludwig, 1718–1799, Landrichter
- Conradin Phillip, 1756 Domherr in Chur und bischöflicher Vicar.[5]
- Johann Ludwig, gest. 1758, Landschreiber, Bundesschreiber, Landammann und Landrichter.
- Johann Christian, 1778–1856, Domherr.
- Johann, 1717–1760, Oberst in sardischen Diensten.
- Benedikt, 1768 erwähnt, in Metz
- Joachim Conradin Andreas, Landrichter 1762, 1765 und 1771, Vater von Johann Theodor, Johann Anton und Joachim Liberat
- Joachim Michael Liberat, 1761–1837, Offizier in königl.-sardin. und französischen Diensten.
- Johann (Gion) Theodor (1748–1818), Sohn des Conradin Andreas, verh. mit Maria Elisabeth von Capol. Bundesschreiber und Landrichter 1777 und 1780. 1799 politischer Anführer gegen die Franzosen.[6][7]
- Johann Anton, 1751–1819, Offizier in piemontischen und sardischen Diensten.
- Anton Benedikt Joachim Theodor, 1802–1857, Offizier in neapolitanischen Diensten.

## Galerie (Disentiser Linie)

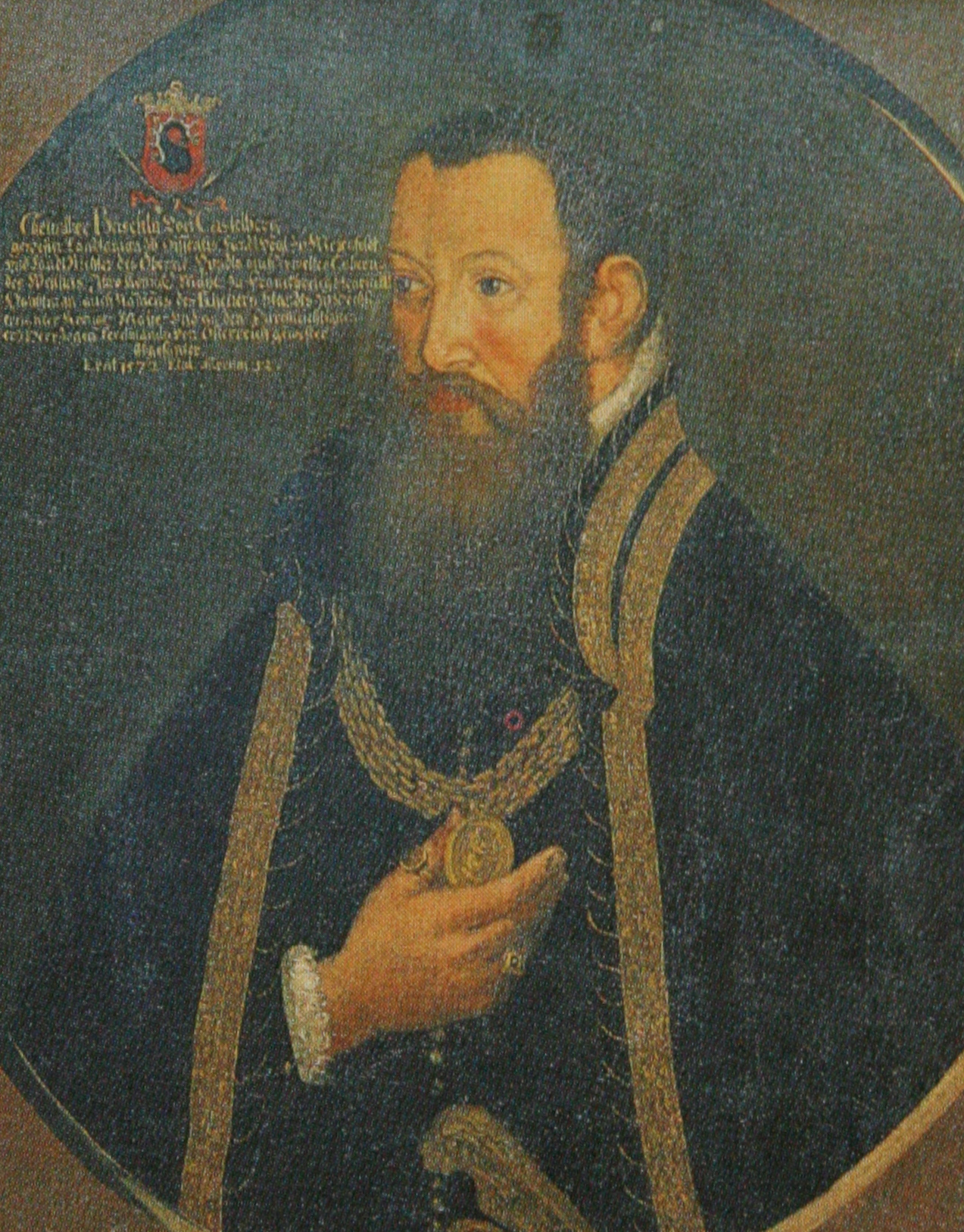
Sebastian 1540–1587
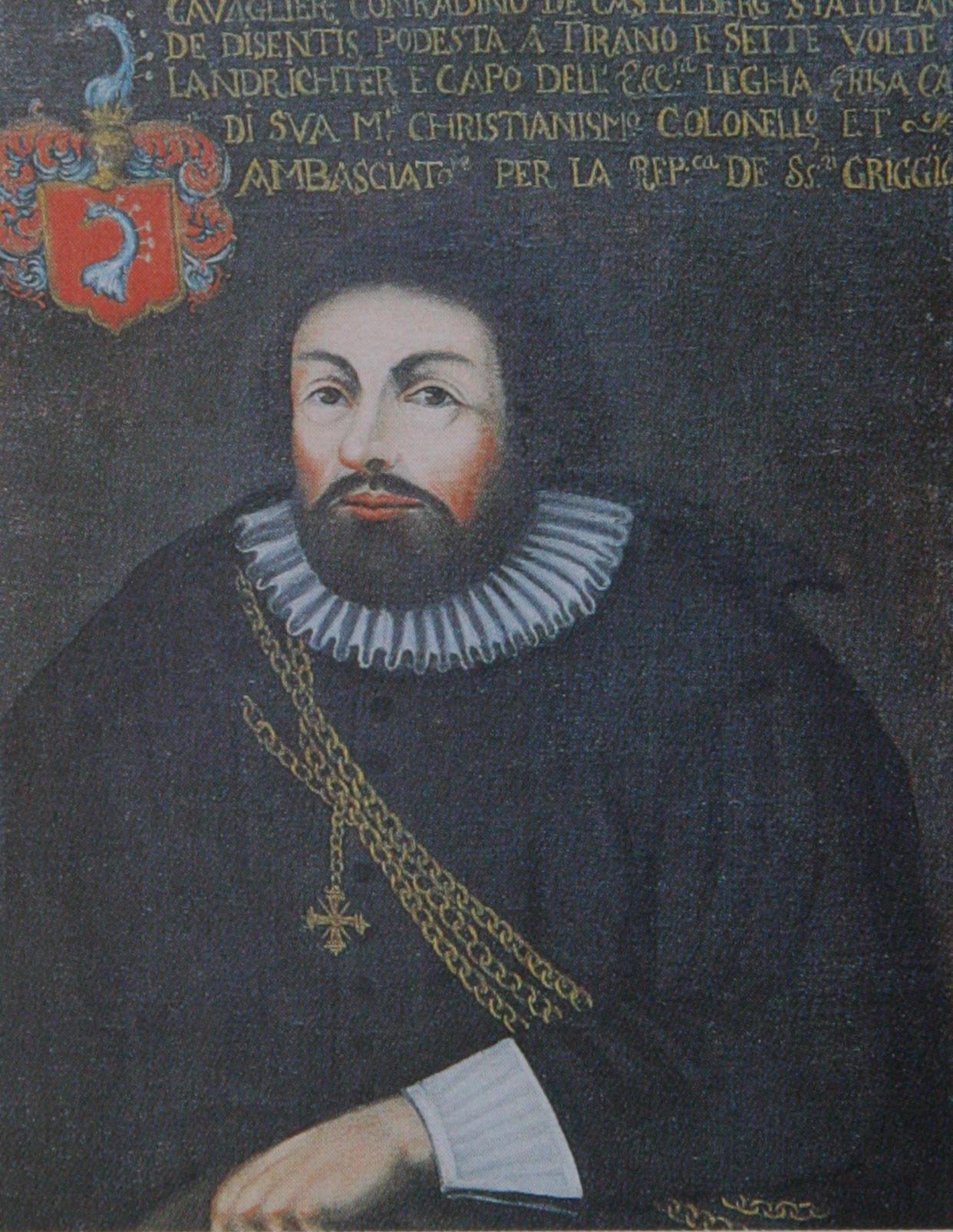
Conradin der Jüngere, 1608–1659
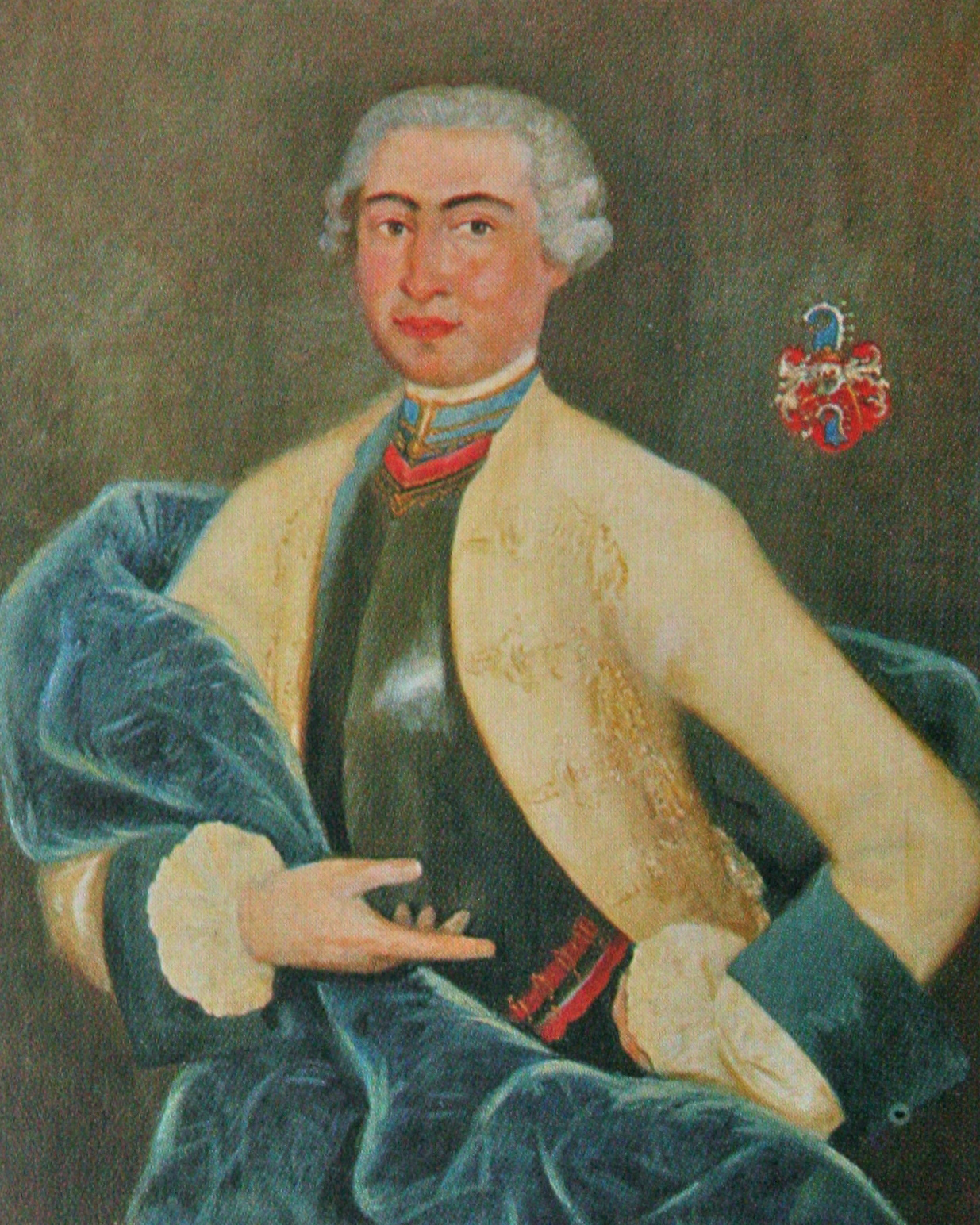
Oberst Johannes, 1717–1760
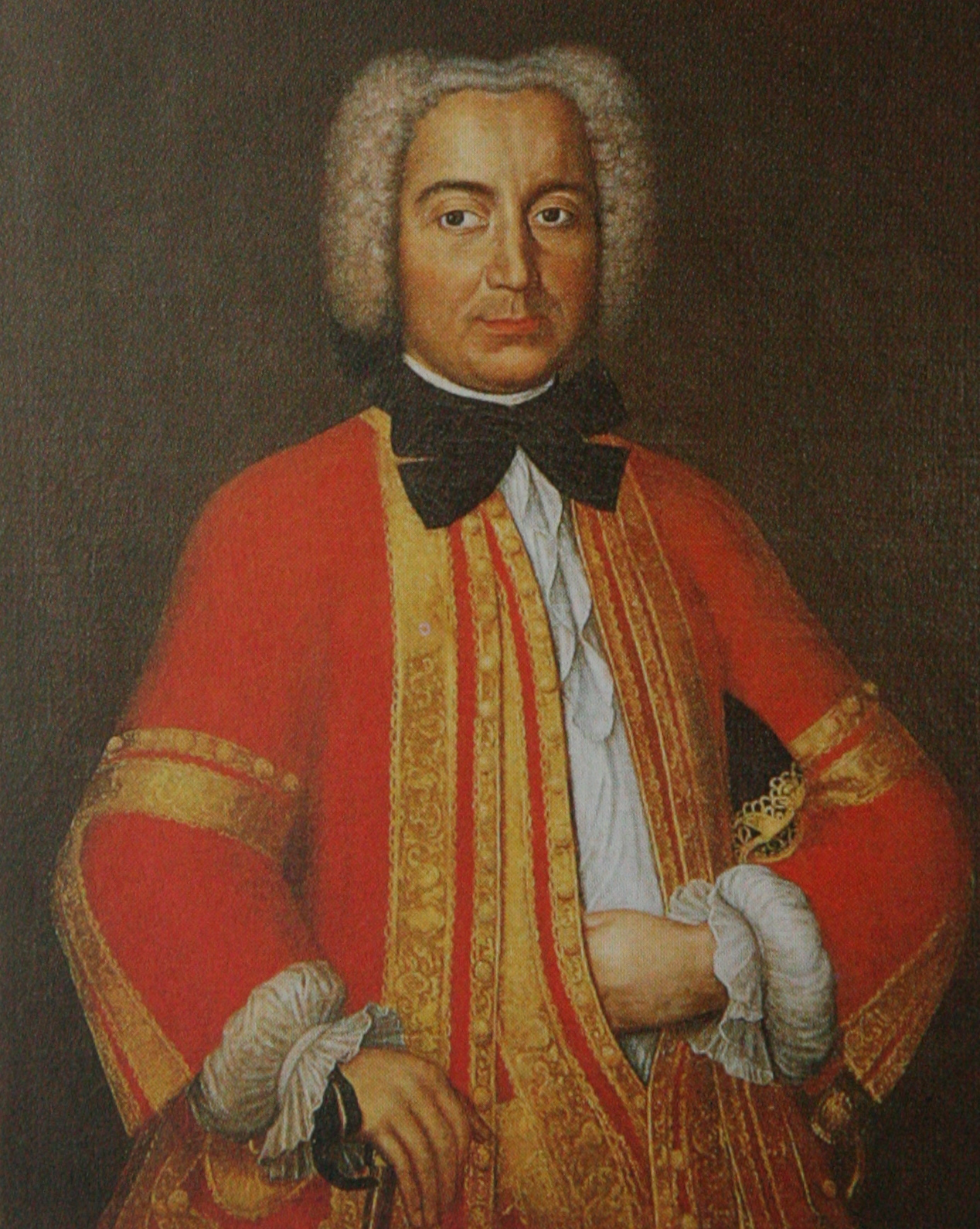
Conradin Andreas, 1724–1801
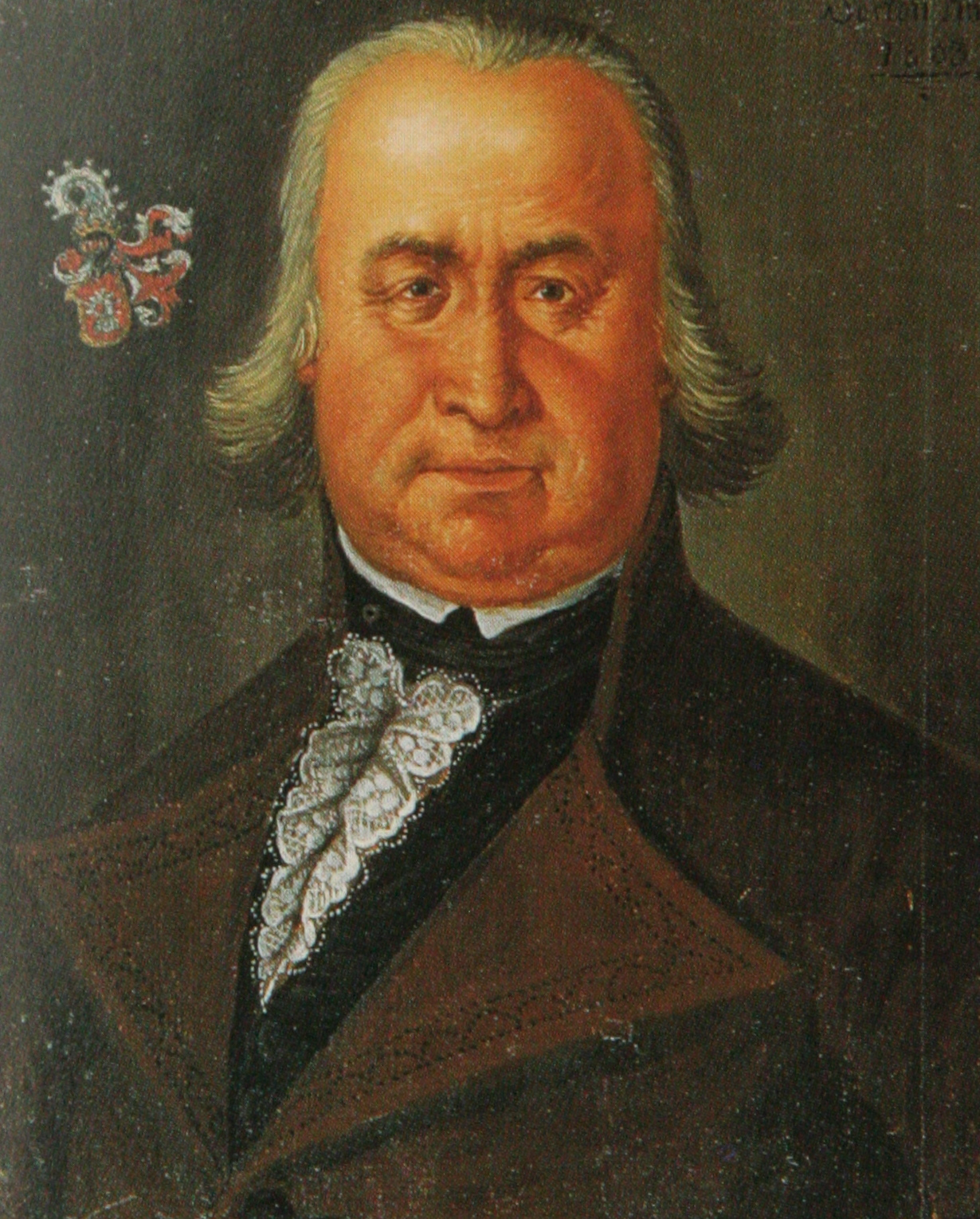
Johann Theodor, 1748–1818
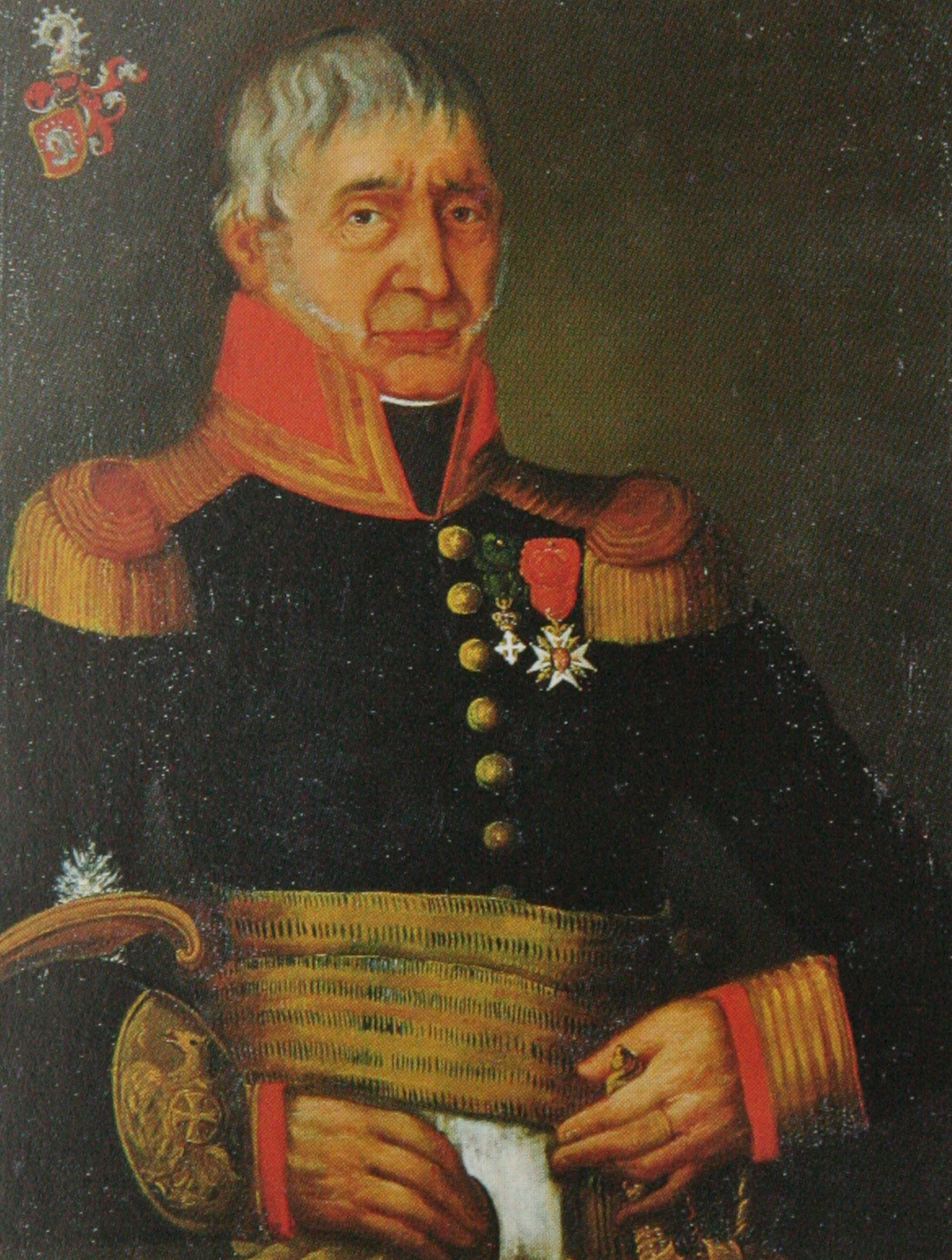
Joachim Liberat, 1761–1837
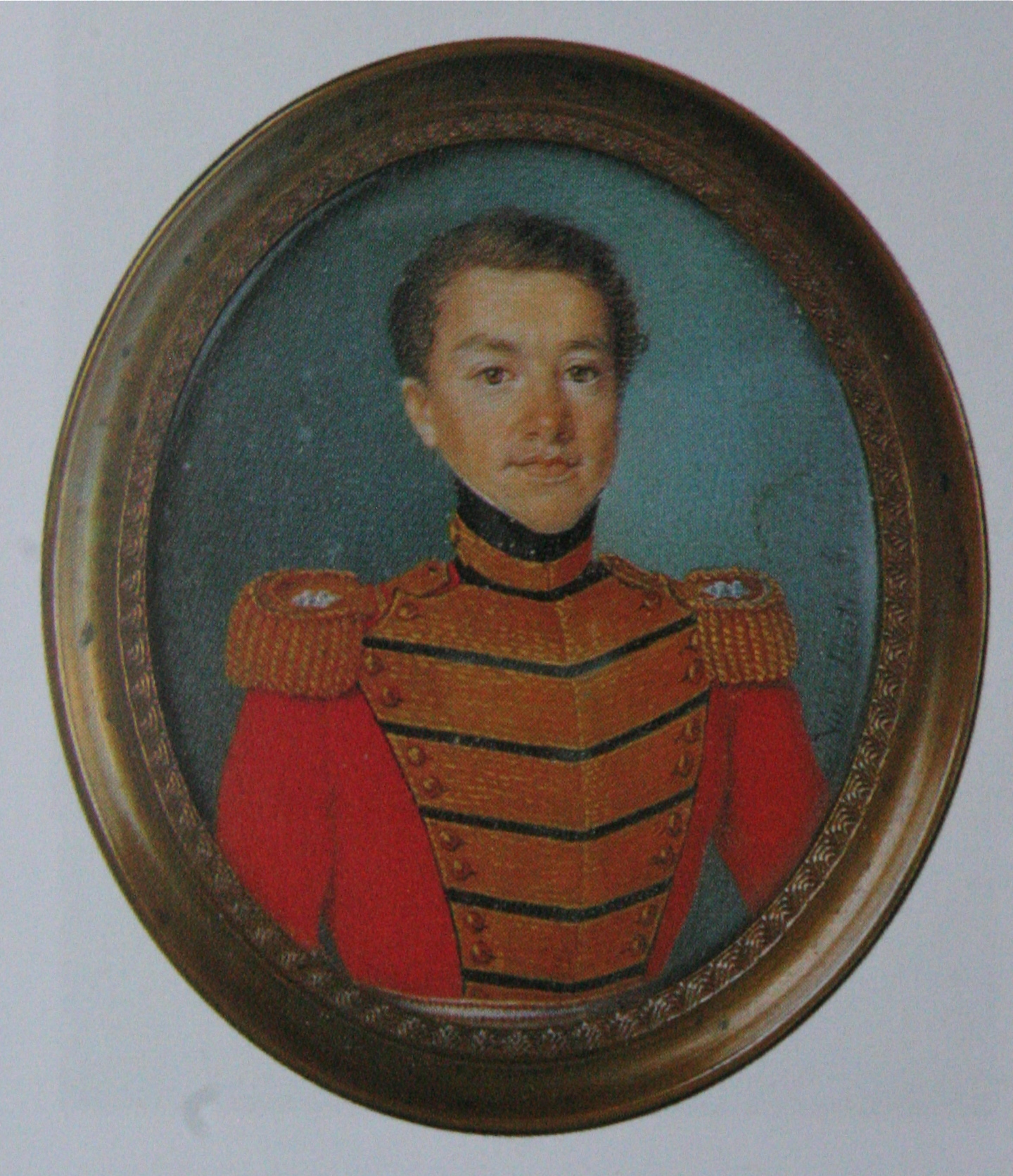
Benedikt Theodor, 1802–1857